# Sportpark Eschen-Mauren
Der Sportpark Eschen-Mauren ist ein multifunktionale Sportanlage in der Liechtensteiner Gemeinde Eschen.

## Geschichte
Der Sportpark wurde 1975 eröffnet und nach Renovierung geschah dies 2005 erneut. Im Stadion finden 6'000 Zuschauer, davon 500 auf überdachten Sitzplätzen, Platz. Es gibt zudem Anlagen für diverse Sportarten.
Hauptnutzer des Stadions ist der Fussballverein USV Eschen-Mauren, fünffacher Liechtensteiner Pokalsieger, der dort seine Heimspiele in der schweizerischen 1. Liga austrägt. Zwischen 1990 und 2015 fanden dort auch 12 Länderspiele der Liechtensteiner Fussballnationalmannschaft statt und am 11. April 2021 das erste offizielle Länderspiel der Frauenfußballnationalmannschaft Liechtensteins. Der Sportpark war des Weiteren eine der Austragungsstätten der U-17-Fussball-Europameisterschaft 2010.
An den Papstbesuch, ein Pastoralbesuch am 8. September 1985, erinnert eine Papstgedenkstätte.

## Details
Zur Sportanlage gehört ein Massenlager mit 40 Betten in drei Räumen. Zum Hauptgebäude gehört ein Kleinkaliber-Schützenraum (Distanz 10 Meter) mit 11 Schiessanlagen
Zu den Aussenanlagen gehören:
- 1 Hauptspielfeld
- 1 Kunstrasenspielfeld
- 3 Trainingsplätze
- 1 Fussballkleinspielfeld

Für die Leichtathletik stehen folgende Anlagen zur Verfügung:
- 100 m Sprintbahn
- Weitsprunganlage
- Speerwurfanlage
- Kugelstossanlage
- Hochsprunganlage

Für Tennis stehen fünf Aussenplätze und eine Halle zur Verfügung. Zudem gibt es einen Inlinehockeyplatz.